# منتخب أرمينيا تحت 18 سنة لهوكي الجليد للرجال
منتخب أرمينيا تحت 18 سنة لهوكي الجليد للرجال هو ممثل أرمينيا الرسمي في المنافسات الدولية في هوكي الجليد تحت 18 سنة.